# Bocas do Ródano
As Bocas do Ródano (francês Bouches-du-Rhône) são um departamento da França localizado na região Provença-Alpes-Costa Azul. Sua capital é a cidade de Marselha.

## Geografia
- O departamento das Bocas do Ródano limita ao norte com o departamento de Vaucluse, ao leste com o departamento de Var, ao sul com o Mar Mediterrâneo (190 km de costa) e ao oeste com o departamento de Gard.
- Nele desemboca o rio Ródano. Outros rios importantes são o rio Durance, afluente do Ródano que marca a fronteira com o departamento de Vaucluse, e o rio Arc.
- Ponto mais alto: Pic de Bertagne (1 043 m), no massif de la Sainte-Baume. A altitude mínima é ao nível do mar, em sua costa.
- É o departamento com a maior superfície lacustre: 387 km².
  - Lago mais extenso: Lagoa de Berre (156 km²).
  - Outros lagos de água doce: Lac de Bimont, Réservoir du Réaltor, Étangs d'Entressen, de l'Olivier, des Aulnes, de Lavalduc, d'Engrenier, du Pourra, de Citis, du Landre, du Retour
  - Lagos de água salgada: de Vaccarès, du Vaisseau, de Faraman, de Grande Palun, de Beauduc, du Grand Rascaillan, du Fangassier, de Galabert, du Tampam, de la Dame, du Lion, du Fournelet, de Monro, de Malagroy, de l'Impérial, de Consecanière, de Gines, des Launes, d'Icard, du Fourneau, du Cabri, de l'Arameau, de Rollan, de Malégal, des Salants
  - Marismas: Salin-de-Giraud, Salin-du-Relai
- A comuna (município) de Arles, com 75 893 ha, é a mais extensa da França.
- Cap Canaille é o precipício costeiro mais alto da Europa, com 362 m.
- Ilhas:
  - Îles du Frioul: If, Pomègues, Ratonneau, e uma quanta muito pequena, em frente à capital, Marselha.
  - Île Tiboulen, île Maire (alt. máx. 133 m), île de Jarre (junto com uma ilhota), île Calseraigne, île de Riou (alt. máx. 191 m), île Congloué, todas estão ao sul de Marselha.
  - Île Verte, em frente a La Ciotat.
  - La Camarga: a principal ilha entre o Grand-Rhône e o Petit-Rhône, com 750 km²; a Petite Camargue ao oeste do Petit-Rhône, e outras cinquenta ilhas menores.

## Política
O Presidente do Conselho Geral é Jean-Noël Guérini do Partido Socialista.
| Partido | Partido                        | Cadeiras |
| ------- | ------------------------------ | -------- |
| •       | Partido Socialista             | 33       |
|         | União para o Movimento Popular | 13       |
| •       | Partido Comunista Francês      | 6        |
|         | Direita Diversa                | 5        |

## Demografia
Em 2006, o departamento possuía 1 937 405 habitantes, veja abaixo uma lista das comunas e de sua população:
1. Marseille 852 395 habitantes
2. Aix-en-Provence 143 404 habitantes,
3. Arles 52 197 habitantes
4. Martigues 46 247 habitantes
5. Aubagne 44 804 habitantes
6. Istres 42 775 habitantes
7. Salon-de-Provence 40 943 habitantes
8. Vitrolles 37 479 habitantes
9. Marignane 33 159 habitantes
10. La Ciotat 32 901 habitantes
11. Miramas 25 257 habitantes
12. Gardanne 20 903 habitantes
13. Les Pennes-Mirabeau 20 238 habitantes
14. Allauch 18 747 habitantes
15. Port-de-Bouc 16 968 habitantes
16. Fos-sur-Mer 15 832 habitantes
17. Châteaurenard 14 495 habitantes
18. Berre-l'Étang 13 804 habitantes
19. Bouc-Bel-Air 13 605 habitantes
20. Tarascon 13 177 habitantes
21. Rognac 12 088 habitantes
22. Auriol 11 699 habitantes
23. Châteauneuf-les-Martigues 11 643 habitantes
24. Saint-Martin-de-Crau 11 215 habitantes
25. Plan-de-Cuques 10 681 habitantes
26. Septèmes-les-Vallons 10 396 habitantes
27. Saint-Rémy-de-Provence 10 251 habitantes
28. Trets 10 136 habitantes